# Газополум'яне зварювання

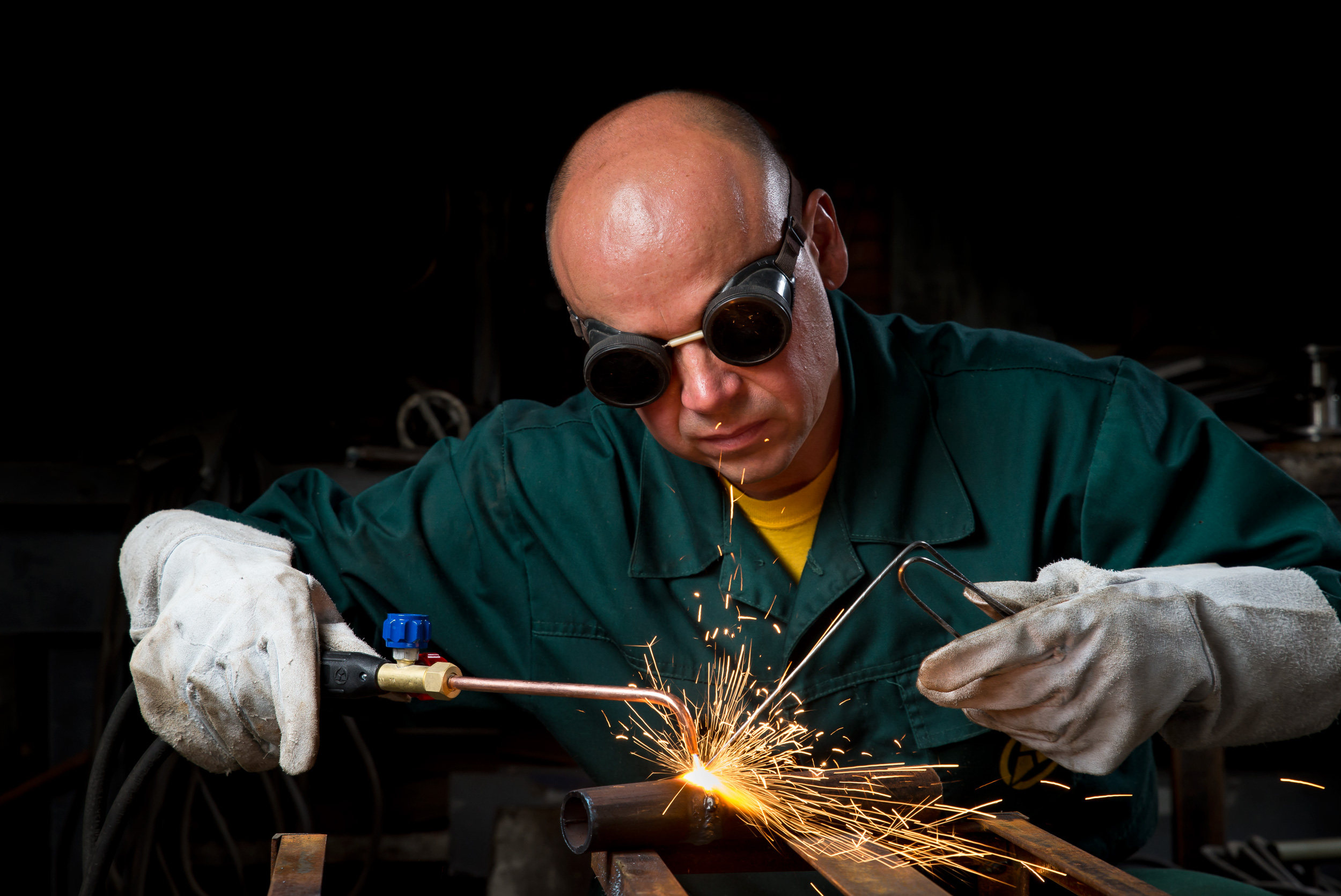
Зварювання труб

Газополум'яне зварювання належить до зварювання плавленням. Джерелом нагріву слугує полум’я зварювального пальника, яке отримується шляхом спалювання горючого газу в суміші з технічно чистим киснем. Газополум'яне зварювання відбувається як із застосуванням присадкового дроту, так і без нього, якщо формування шва можливе внаслідок розплавлення країв основного металу.
Даним способом можна зварювати майже всі метали, які застосовуються у техніці. Такі метали, як чавун, мідь, свинець, латунь, легше піддаються газовому зварюванню, а ніж дуговому. До переваг газового зварювання можна віднести і те, що воно не потребує складного, коштовного обладнання та джерела струму.
Недоліками газового зварювання є пониження продуктивності із підвищенням товщини зварюваного металу та велика зона нагріву.